# Laissez-moi vivre
Pour plus de détails, voir Fiche technique et Distribution.
Laissez-moi vivre (मुझे जीने दो, Mujhe Jeene Do) est un film indien réalisé par Moni Bhattacharjee, sorti en 1963.

## Synopsis
La rédemption d'un criminel dacoït.

## Fiche technique
- Titre : Laissez-moi vivre
- Titre original : मुझे जीने दो (Mujhe Jeene Do)
- Réalisation : Moni Bhattacharjee
- Scénario : Agha Jani Kashmiri
- Musique : Jaidev Verma
- Photographie : Apurba Bhattacharjee
- Montage : Das Dhaimade
- Production : Sunil Dutt
- Société de production : Ajanta Arts
- Pays de production :  Inde
- Genre : Action, policier, drame et romance
- Durée : 95 minutes
- Dates de sortie : 
  - France : 1963 (Festival de Cannes)

## Distribution
- Sunil Dutt : Thakur Jarnail Singh
- Waheeda Rehman : Chamelijaan
- Nirupa Roy : Champa
- Rajendra Nath : Dhara Khan
- Siddhu : Thakur Kirpal Singh
- Anwar Hussain : Phool Singh
- Durga Khote : la mère de Dhara Khan
- Tarun Bose : le commissaire
- Manorama : la mère de Chamelijaan
- Kumari Naaz : Chauthi Begum
- D. K. Sapru : Zamindar
- Mumtaz : Farida, la sœur de Farida

## Distinctions
Le film a été présenté en sélection officielle en compétition au Festival de Cannes 1964.